# なかひろ
なかひろは、日本のシナリオライター・ライトノベル作家・同人作家。主にアダルトゲームのシナリオを手がける。現在はフリーで活動している。

## 作品一覧（ゲーム）
2004年
- Naive（Art）企画・シナリオ
- KYRIE 〜BLOOD ROYAL3〜（ちぇりーそふと）シナリオ

2005年
- Heaven’s Cage（Art）企画・シナリオ
- 深紅のソワレ（Art）企画・シナリオ

2006年
- IZUMO2 学園狂想曲（スタジオ・エゴ）シナリオ
- こすちゅーむ☆ぷれいやー（Art）企画・シナリオ

2007年
- はっぴぃ☆マーガレット!（FAVORITE）シナリオ
- こいとれ 〜REN-AI TRAINING〜（銀時計）シナリオ

2009年
- 星空のメモリア -Wish upon a shooting star-（FAVORITE）企画・シナリオ

2010年
- 初恋サクラメント（Purple software）企画・シナリオ
- Happy Wardrobe（Shallot）企画・シナリオ
- 星空のメモリア Eternal Heart（FAVORITE）企画・シナリオ

2014年
- アストラエアの白き永遠（FAVORITE）企画・シナリオ
- 彼女のセイイキ（feng）シナリオ

2015年
- 妹のセイイキ（feng）シナリオ

2016年
- 学校のセイイキ（feng）シナリオ
- 夢と色でできている（feng）シナリオ

### 2017年
- 星恋＊ティンクル（きゃべつそふと）シナリオ

### 2019年
- 夢と色でできている（feng）シナリオ
- リアライブ（Purple software）企画・原案・シナリオ

### 2020年
- 保健室のセンセーとシャボン玉中毒の助手（Citrus）[1]企画・シナリオ

### 2022年
- 保健室のセンセーとゴスロリの校医（Citrus）[2]企画・シナリオ
- 保健室のセンセーと小悪魔な生徒会長（Citrus）[3]企画・シナリオ

## 作品一覧（小説）
- 初恋コンテニュー（小学館 GAGAGA文庫）

1. 2013年8月20日発行 ISBN 978-4-09-451433-9
2. 2014年3月18日発行 ISBN 978-4-09-451475-9

- デュエル・イン・ザ・リヴァース（MF文庫J）

1. 2016年3月25日発行 ISBN 978-4-04-068040-8

- 娘のままじゃ、お嫁さんになれない！（電撃文庫）

1. 2021年11月10日発行 ISBN 978-4-04-914041-5

## 参加作品（同人）
- 2012年8月11日発行 明日へのおくりもの 〜Gift to your future〜（らんちぱっく）
- 2011年8月14日発行 約束は時を超えて 星空のメモリア・アフターストーリー（スタジオ・ファーボ）